# 盧戈瓦 (伊林齊區)
49°6′8″N 29°5′46″E / 49.10222°N 29.09611°E
盧戈瓦（烏克蘭語：Лугова），是烏克蘭西南部的村莊，隸屬文尼察州的文尼察區。該村面積0.56平方公里，海拔高度229米，2001年人口122，人口密度每平方公里217.9人。